# 10e régiment d'infanterie territoriale
Le 10e régiment d'infanterie territoriale est un régiment d'infanterie de l'armée de terre française qui a participé à la Première Guerre mondiale.

## Création et différentes dénominations
Le régiment reçoit son numéro par décret du 19 mars 1875, en prévision de la mobilisation

## Historique des garnisons, combats et batailles du10eRIT

### Première Guerre mondiale

#### 1914
Originaire de Saint-Quentin, les Pépères du 10e RIT se replient le 28 août, après avoir défendu leur ville, envahie dans l'après-midi, sur Jussy, qu'ils quittent le lendemain

## Drapeau
Il porte, cousues en lettres d'or dans ses plis, les inscriptions suivantes :
- Guise 1914